# Sunomata-juku

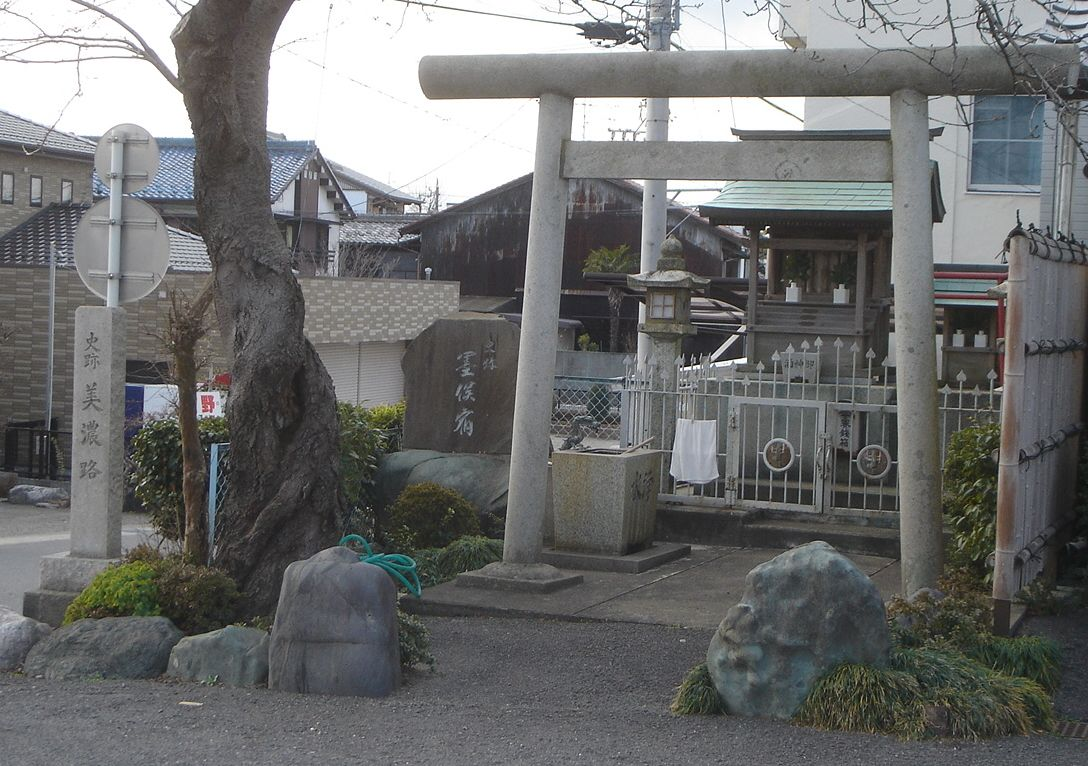
Station de Sunomata Jyuku en 2007

Sunomata-juku (墨俣宿, Sunomata-juku) était la septième des neuf stations (shukuba) du Minoji. Elle se trouve à présent dans la ville moderne d'Ōgaki, préfecture de Gifu au Japon. En plus de servir de station-relais, c'était également une jōkamachi (ville-château) pour le château de Sunomata. Située entre les rivières Nagara et Ibi, c'était une station active.

## Histoire
La zone était déjà florissante comme ville-relais avant la construction du Minoji. Durant l'époque de Muromachi, la ville était une étape du Kamakura Kaidō qui reliait Kyoto à Kamakura. On peut encore voir les ruines du honjin et du honjin secondaire.

## Stations voisines
Minoji
Okoshi-juku – Sunomata-juku – Ōgaki-juku